# Aistė Pilvelytė
Aistė Pilvelytė (Kaunas, 27 luglio 1979) è una cantante lituana. 
Aistė ha studiato canto e direzione di coro a Vilnius a partire dal 1996, per poi intraprendere gli studi alla Facoltà di Scienze della Comunicazione all'Università di Vilnius.
Aistė ha tentato di rappresentare la Lituania all'Eurovision Song Contest dieci volte a partire dal 1999, arrivando vicina alla vittoria in varie occasioni. La sua discografia include due album, nonché vari singoli sia in lingua lituana che in lingua inglese.

## Carriera
La carriera musicale di Aistė è iniziata nel 1990 come parte del gruppo pop per bambini Pagalvėlės. Ai suoi studi ha alternato la partecipazione a varie competizioni canore in Europa: a Çeşme, in Turchia, nel 1997, dove ha vinto un premio come nuovo talento più promettente; a Mahilëŭ, in Bielorussia, nel 1998, dove si è piazzata terza; e a Malta, nel 1999, dove ha vinto come migliore cantante.
Il debutto da solista di Aistė è avvenuto nel 1999, quando ha tentato di rappresentare la Lituania all'edizione dell'Eurovision di quell'anno con la canzone Nubudusi širdis, ma non è risultata fra i quattro più votati nella finale nazionale. L'anno successivo ha visto la pubblicazione su etichetta Jam Records del suo album di debutto, intitolato Aistė, su CD e cassetta. Nel 2002 ha ideato e presentato il programma Mokykla šiandien per LRT, l'ente radiotelevisivo pubblico lituano.
Nel 2004 Aistė ha tentato nuovamente di rappresentare la Lituania all'Eurovision, questa volta con la canzone Amor (te quiero aquí). Si è piazzata undicesima su 18 partecipanti, ottenendo un punto dalla giuria e uno dal televoto. Ci ha riprovato l'anno successivo, con I'll Let You Fly, risultando la nona più televotata su 20 partecipanti con 651 voti, e ancora nel 2006, con Just for Fun, arrivata sesta su 16 con 4307 televoti. Il suo quinto tentativo per rappresentare la Lituania all'Eurovision è avvenuto nel 2007, con il brano Emotional Crises. Nel primo round di televoto è risultata la seconda più votata su 11, aggiudicandosi la superfinale, dove è finita terza su 3. Just for Fun ed Emotional Crises sono state incluse nel secondo album di Aistė, intitolato Meilė dar gyva e uscito nel 2007 su etichetta discografica Monaco Music. L'album include sia composizioni originali che cover di canzoni di successo dell'Eurovision, come Invincible di Carola Häggkvist (Svezia 2006) e HaSheket SheNish'ar di Shiri Maimon (Israele 2005), tradotte in lingua lituana.
Aistė ha partecipato alla selezione nazionale lituana per l'Eurovision Song Contest 2008 con il brano operatico Troy on Fire, finendo seconda su 14 e perdendo il biglietto per Belgrado per poco più di 400 televoti. Dopo un anno di pausa, Aistė è tornata alla selezione lituana per l'Eurovision nel 2010 con Melancolia, che è arrivata seconda sia nel televoto che nel voto della giuria.
Il 2014 ha marcato l'ottavo tentativo di Aistė Pilvelytė di rappresentare la Lituania all'Eurovision. Questa volta, il format della selezione nazionale lituana è marcatamente diverso: come in un talent show, gli artisti cantano cover nelle settimane a tema, e ai finalisti verrà assegnata la canzone preferita dal pubblico e dalla giuria. Aistė è stata eliminata durante la quarta settimana di questo show, piazzandosi decima su 20. Nel 2016 ha partecipato nuovamente alla selezione nazionale con la ballad You Bet. Dopo aver vinto molti degli show iniziali, nella finale si è piazzata quinta su 6. Per il suo decimo tentativo, questa volta per l'Eurovision Song Contest 2017, Aistė ha scelto una canzone scritta e prodotta dalla lettone Aminata Savadogo, una veterana dell'Eurovision. Il brano, intitolato I'm Like a Wolf, si è piazzato secondo nella selezione.

## Vita privata
Aistė Pilvelytė vive a Vilnius. Nel 2005 ha sposato l'uomo d'affari Vlad Motieka, con il quale ha avuto una figlia, Ugnė, nata ad agosto 2009. La coppia si è separata nel 2010.

## Discografia
- 2000 - Aistė
- 2007 - Meilė dar gyva